# Althepus tibiatus
Althepus tibiatus là một loài nhện trong họ Ochyroceratidae. Loài này phân bố ở Thailand.